# آرثر هينيسي
آرثر هينيسي (بالإنجليزية: Arthur Hennessy)‏ هو لاعب دوري الرغبي نيوزيلندي، ولد في 24 سبتمبر 1876 في سيدني في أستراليا، وتوفي في 19 سبتمبر 1959 في ماروبرة ‏ في أستراليا.